# ドロの不可逆則

いったん生物が特定の方向で進化すると、以前の形に厳密に戻ることはない。ここでは2次元で書かれているが、実際には生体分子および生物の両方が多くの異なる次元で進化している。

ドロの不可逆則（ドロの法則、ドロの原理とも）は1893年 にフランス生まれベルギーの古生物学者ルイ・ドロにより提唱されたもの。彼は次のように述べている。「生物はたとえ以前存在したときと同じ存在条件におかれていても以前の状態にきっかりと戻ることはない。...通ってきた中間の段階の痕跡をいくらか常に保つ。」
この記述は、進化は可逆的ではない、もしくは失われた構造や器官がどのような退化過程を経ても同じ形で再び出現することはないと主張しているとたびたび誤解されている。リチャード・ドーキンスによると、この法則は「まったく同じ進化軌道が2回（もしくは実際には特定の軌道）あるといずれかの方向になるという統計的にはありそうもないことに関する記述にすぎない」。スティーヴン・ジェイ・グールドは不可逆性は一度広範な形態が出現すると、ある進化の経路を排除することを支持している。「（例えば）いったん爬虫類の普通のボディプランを採用すると何百もの選択肢が永久に閉ざされ、将来の可能性は受け継いだデザイン内で展開されなければならない。」
この原理は古典的に形態学（特に化石）に適用されるが、個々の突然変異または遺伝子欠損などの分子現象を記述するためにも使用されうる。

## 系統学における使用
最大節約法において、ドロの節約は1度だけ得ることができ、失われた場合に回復することのできないモデルを指す。例えば、脊椎動物の歯の進化と反復損失はドロの節約の下でうまくモデル化される。水酸燐灰石から作られる歯は脊椎動物の起源で一度しか進化せず、鳥類、カメ、タツノオトシゴなどで複数回失われている。
これは個の遺伝子自体の損失もしくは不活性化などの分子特性にも当てはまる。ビタミンCの生合成経路における最終酵素であるグロノラクトンオキシダーゼの欠如はヒトなど多くの動物におけるビタミンCの栄養要求の原因となる。

## 形態学における例
イルカは多くのサメやジュラ紀からの絶滅した爬虫類のグループである魚竜と形態学的類似を共有しており、収斂進化の古典的な例を示している。言い換えると、水中でほとんどのライフサイクルを過ごしているにもかかわらず、他の陸生哺乳類の多くの性質をはっきりと保持している。これは乳腺、胎生の存在で最も顕著であり、魚竜や魚の垂直尾と異なり水平尾であるところも顕著である。

## 分子の例
2009年のタンパク質構造の進化に関する研究はドロの法則のための新たなメカニズムを提案した。
これはホルモンレセプタータンパク質で、2つのホルモンを結合できた先祖のタンパク質から1つのホルモンだけに特異的な新たなタンパク質に進化したものについて調査した。この変化は第2ホルモンの結合を妨げる2つのアミノ酸置換により生じた。しかし、ホルモン結合に影響を与えないため、選択的に中性であるいくつかの他の変化が続く。著者らは2つの「結合残余」を変異させることによりタンパク質を元の状態に戻そうとしたとき、他の変化がタンパク質の祖先状態を不安定化させたことを発見した。彼らはこのタンパク質が逆方向に進化して2つのホルモンを結合させる能力を回復するためには、いくつかの独立した中立突然変異が選択圧力なしに偶然に起こらなければならないと結論づけた。これはほとんど起こることがなく、なぜ進化が一方向に進むのかを説明できるかもしれない。

## 提案されたドロの法則の例外
ドロの法則違反の正確な閾値は不明であるが、いくつかの解釈の妥当性に異議を唱えるケーススタディがある。例えば、腹足綱の多くの分類群は殻を減らしており、殻の巻きを完全に失っているものもある。スティーヴン・ジェイ・グールドのドロの法則の解釈においては巻殻を失った後ではそれを取り戻すことはできない。それにもかかわらず、カリバガサ科(Calyptraeidae)のいくつかの属は発生時期(heterochrony)を変化させ、カサガイ様の殻から巻き殻を取り戻した可能性がある。他に提案されている「例外」にはナナフシ目の翅、有尾目の幼生期、トカゲの足指の喪失、カエルの下歯の喪失、非鳥類の獣脚類の恐竜の鎖骨、霊長類の現在の人間につながる系譜を含む頸部、胸部、上肢の筋肉がある。
- ガストロテカ・グエンテリ（英語版） - 多くのカエルは下顎の歯を持たないが、下顎の歯を持つことから「ドロの法則」に反すると指摘されている[19][20]。